# Boxeuropameisterschaften 2002
Die 34. Herren-Boxeuropameisterschaften der Amateure 2002 wurden vom 12. bis zum 21. Juli 2002 in der russischen Stadt Perm ausgetragen. Dabei wurden 48 Medaillen in zwölf Gewichtsklassen vergeben.

## Ergebnisse
| Klasse                          | Gold                            | Silber                         | Bronze                                                |
| Halbfliegengewicht (bis 48 kg)  | Sergei Kasakow Russland         | Veaceslav Gojan Moldawien      | Rudolf Dydi Slowakei Sorin Tănăsie Rumänien           |
| Fliegengewicht (bis 51 kg)      | Georgi Balakschin Russland      | Alexandar Alexandrow Bulgarien | Igor Samoilenco Moldawien Jérôme Thomas Frankreich    |
| Bantamgewicht (bis 54 kg)       | Chawaschi Chazygau Weißrussland | Gennadi Kowaljow Russland      | Vladimir Cucereanu Rumänien Ali Hallab Frankreich     |
| Federgewicht (bis 57 kg)        | Raimkul Malachbekow Russland    | Şahin İmranov Aserbaidschan    | Konstantine Kupatadse Georgien Viorel Simion Rumänien |
| Leichtgewicht (bis 60 kg)       | Alexander Maletin Russland      | Boris Georgiew Bulgarien       | Michele di Rocco Italien Selçuk Aydın Türkei          |
| Halbweltergewicht (bis 64 kg)   | Dimitar Schtiljanow Bulgarien   | Willy Blain Frankreich         | Brunet Zamora Italien Dmitri Pawljutschenkow Russland |
| Weltergewicht (bis 67 kg)       | Timur Gaidalow Russland         | Oleksandr Bokalo Ukraine       | Sebastian Zbik Deutschland Dorel Simion Rumänien      |
| Halbmittelgewicht (bis 71 kg)   | Andrei Mischin Russland         | Lukas Wilaschek Deutschland    | Marian Simion Rumänien Ivan Gaivan Moldawien          |
| Mittelgewicht (bis 75 kg)       | Oleh Maschkin Ukraine           | Károly Balzsay Ungarn          | Jani Rauhala Finnland Mamadou Diambang Frankreich     |
| Halbschwergewicht (bis 81 kg)   | Michail Gala Russland           | John Dovi Frankreich           | István Szucs Ungarn Wiktor Perun Ukraine              |
| Schwergewicht (bis 91 kg)       | Jewgeni Makarenko Russland      | Wjatscheslaw Uselkow Ukraine   | Wiktar Sujeu Weißrussland Marat Towmasjan Armenien    |
| Superschwergewicht (über 91 kg) | Alexander Powetkin Russland     | Roberto Cammarelle Italien     | Sebastian Köber Deutschland Artem Zarikow Ukraine     |

## Medaillenspiegel
| Rang | Land          | Gold | Silber | Bronze | Gesamt |
| ---- | ------------- | ---- | ------ | ------ | ------ |
| 1    | Russland      | 9    | 1      | 1      | 11     |
| 2    | Ukraine       | 1    | 2      | 2      | 5      |
| 3    | Bulgarien     | 1    | 2      | 0      | 3      |
| 4    | Belarus       | 1    | 0      | 1      | 2      |
| 5    | Frankreich    | 0    | 2      | 3      | 5      |
| 6    | Deutschland   | 0    | 1      | 2      | 3      |
| 6    | Italien       | 0    | 1      | 2      | 3      |
| 6    | Moldau        | 0    | 1      | 2      | 3      |
| 7    | Ungarn        | 0    | 1      | 1      | 2      |
| 8    | Aserbaidschan | 0    | 1      | 0      | 1      |
| 9    | Rumänien      | 0    | 0      | 5      | 5      |
| 10   | Armenien      | 0    | 0      | 1      | 1      |
| 10   | Finnland      | 0    | 0      | 1      | 1      |
| 10   | Georgien      | 0    | 0      | 1      | 1      |
| 10   | Slowakei      | 0    | 0      | 1      | 1      |
| 10   | Türkei        | 0    | 0      | 1      | 1      |
|      | Gesamt        | 12   | 12     | 24     | 48     |